# Pierre Befve
Pierre Befve est un ingénieur du son français. 

## Biographie
Ingénieur du son, Pierre Befve a également travaillé comme directeur de la photographie.

## Filmographie partielle
Ingénieur du son
- 1975 : Dehors-dedans d'Alain Fleischer
- 1975 : Villa Les Dunes de Madeleine Hartmann
- 1976 : Du côté des tennis de Madeleine Hartmann
- 1977 : Les Loulous de Patrick Cabouat
- 1978 : Poker menteuses et Révolver matin de Christine Van de Putte
- 1980 : Bobo la tête de Gilles Katz
- 1980 : Chap'la de Christian Lara
- 1982 : Family Rock de José Pinheiro
- 1983 : Les Mots pour le dire de José Pinheiro
- 1985 : Blessure de Michel Gérard
- 1986 : 37°2 le matin de Jean-Jacques Beineix
- 1989 : Roselyne et les Lions de Jean-Jacques Beineix
- 1989 : Le Grand Bleu de Luc Besson
- 1990 : Nikita de Luc Besson
- 1995 : Le Nouveau Monde d'Alain Corneau
- 1996 : Le Plus Beau Métier du monde de Gérard Lauzier
- 1996 : Les Victimes de Patrick Grandperret
- 1999 : Hygiène de l'assassin de François Ruggieri
- 2001 : Mortel Transfert de Jean-Jacques Beineix

Directeur de la photographie
- 1993 : Émilie Muller d'Yvon Marciano (court métrage)
- 2007 : Défense de la France de Joële van Effenterre
- 2009 : Vivre ! d'Yvon Marciano

## Récompenses
- 1989 : César du meilleur son (avec François Groult et Gérard Lamps) pour Le Grand Bleu